# چهوتا دوموریا
چهوتا دوموریا (به لاتین: Chhota Dumuria) یک روستا در بنگلادش است که در استان باریسال و در ناحیه باریسال واقع شده‌است.